# Buntul Kendawi
Buntul Kendawi is een bestuurslaag in het regentschap Aceh Tenggara van de provincie Atjeh, Indonesië. Buntul Kendawi telt 173 inwoners (volkstelling 2010).